# Elektrodinamikus műszer

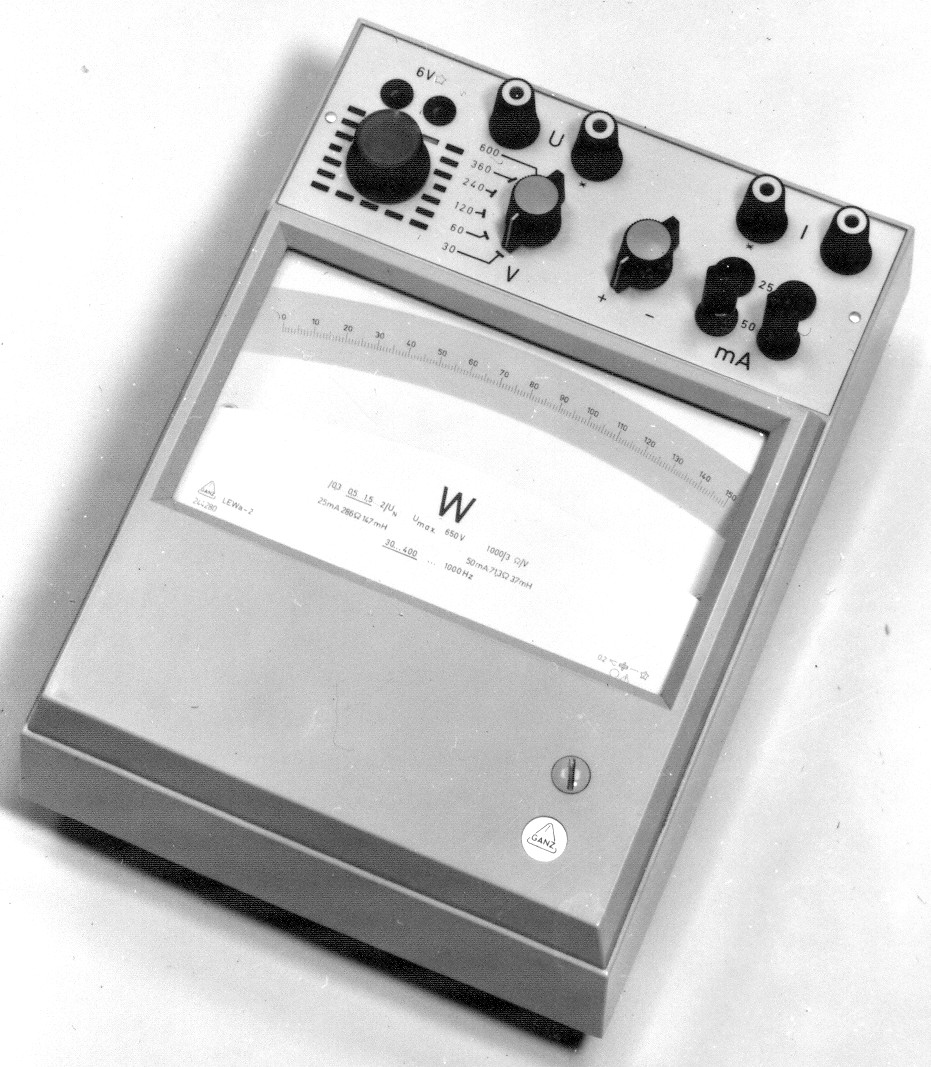
Fénymutatós elektrodinamikus műszer

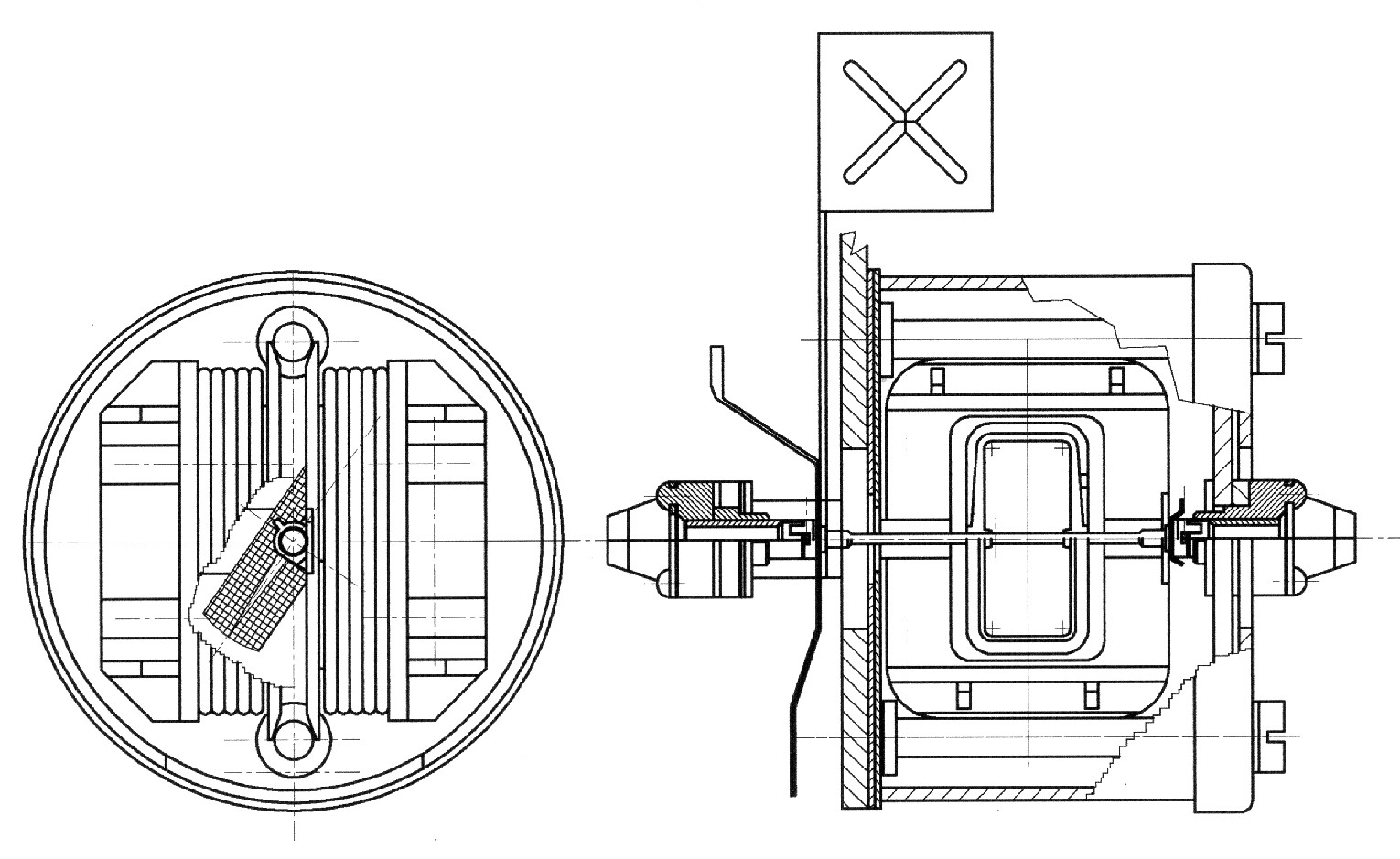
Feszítettszálas elektrodinamikus mérőmű

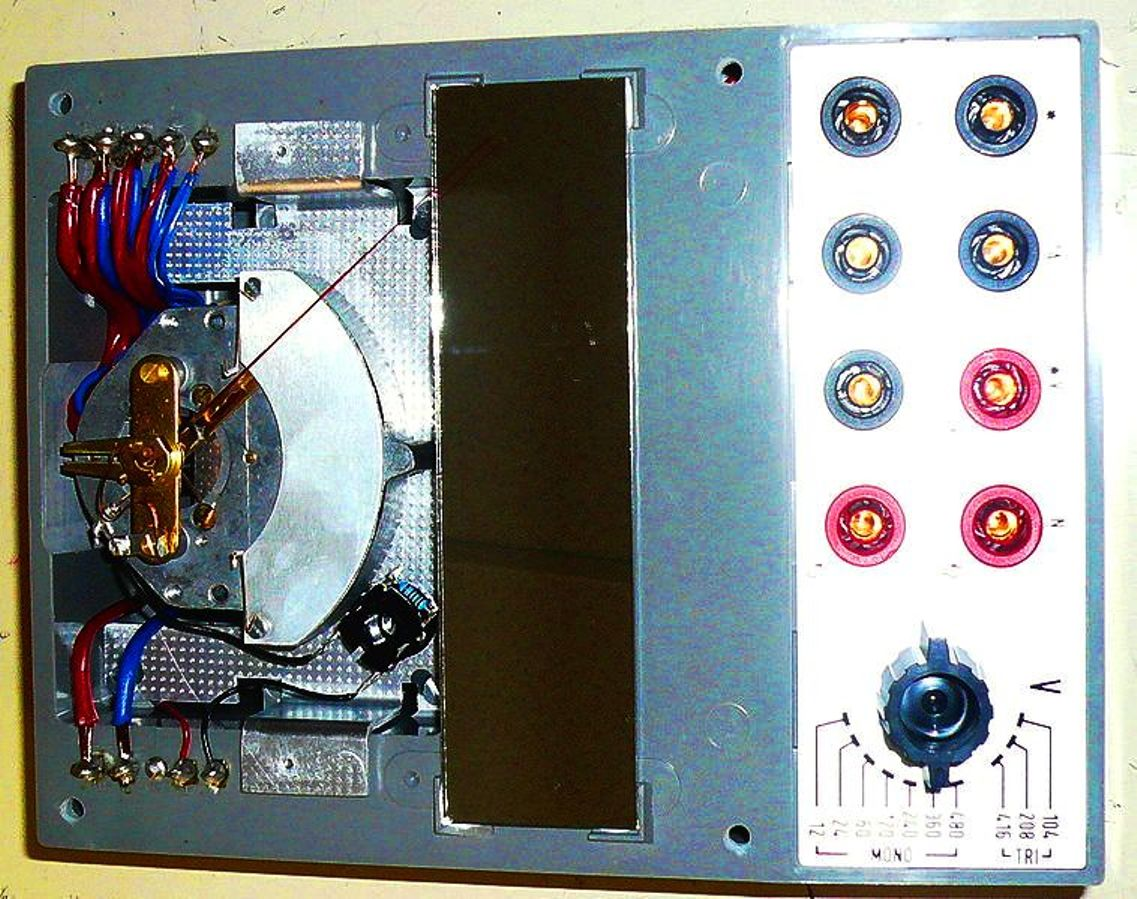
Feszítettszálas elektrodinamikus mérőmű levegő csillapítással

Az elektrodinamikus műszerek ma már elsősorban villamos teljesítmény mérésére használatosak.

## Működési elve
Az elektrodinamikus mérőműszerekben mindig két vezetőrendszer van: álló, és elmozduló (lengő) tekercs. A mérőműszer az ezekbe vezetett áramok kölcsönhatásával működik. Ha az állótekercsbe I1, és a lengőtekercsbe I2 áramot vezetnek a keletkező elektromágneses erőpár, illetve annak nyomatéka a lengőt, visszatérítő nyomaték ellenében elfordítja. A kitérítő nyomaték nagysága függ a tekercsek gerjesztésének nagyságától. Az elektrodinamikus mérőműszer a mérendő áram jelalakjától függetlenül, annak effektív értékét méri.

## A mérőműszer mérési egyenlete egyenáramon
I1 * I2 * k = visszatérítő nyomaték. (ahol k a mérőműszerre jellemző tapasztalati érték)
Másfelől felírva: I1 *n1 *I2 *n2 *k1 = visszatérítő nyomaték. (ahol k1 a mérőműszerre jellemző tapasztalati érték, n1 és n2 a tekercsek menetszáma)

## A mérőműszer mérési egyenlete váltakozó áramon
I1 * I2 * k * cos φ = visszatérítő nyomaték. (ahol k a mérőműszerre jellemző tapasztalati érték)
Másfelől felírva: I1 *n1 *I2 *n2 *k1 * cos φ = visszatérítő nyomaték. (ahol k1 a mérőműszerre jellemző tapasztalati érték, n1 és n2 a tekercsek menetszáma, és cosφ = a két áram által bezárt szög (φ) miatt csak az áramnak hasznosuló vektora)

## Az elektrodinamikus rendszer háromféle kapcsolásban készülhet
A mérőműszeren belül az álló és a lengő tekercs lehet:
1. sorba kapcsolva
2. párhuzamosan kapcsolva és
3. egymástól független.

A háromféle kapcsolás háromféle használati lehetőséget jelent, elvileg azonos viselkedéssel. A két első megoldást már teljesen kiszorította a lágyvasas műszer.

## Elektrodinamikus wattmérő
Az álló és lengő tekercs kapcsolása független egymástól az elektrodinamikus wattmérőben. Erre a műszerre is érvényesek a bevezetőben leírt egyenletek. A gyakorlatban a teljesítmény méréséhez az egyik áram helyett feszültséget szeretnénk mérni, így ezt az áramot a feszültséggel tesszük arányossá. (Tkp. az egyik tekercs elé előtét-ellenállást teszünk, melynek értékét úgy változtatjuk meg, hogy a körben akkora áram folyjon, hogy a mérendő teljesítmény pont végkitérést eredményezzen.)
I1 * I2 * k * cos φ = visszatérítő nyomaték, mivel I1  = U / (Re+R1 )
(U / (Re+R1 )) * I2 * k * cos φ = visszatérítő nyomaték, másfelől 
P = U * I * cos φ

## Mágneses terek hatása
A viszonylag kicsi nyomatéki viszonyok miatt a műszerek különösen érzékenyek bármilyen mágneses tér hatására. Árnyékolóbúra nélkül, csak a lengőrészt bekötve a műszer iránytűként beállna a Föld mágneses terének, vagy a zavaró mágneses térnek az irányába. Ugyanezt eredményezheti a mágneses árnyékoláson belül bármilyen kemény mágneses anyag, vagy vasszennyezés is. Az árnyékolóbúra permaloy anyagból készül, és hőkezelés után nem lehet maradó mágnesessége (remanencia). A búra tulajdonságait mechanikus behatás lényegesen ronthatja.
A jól elkészített műszernél a fenti szorzat szerint bármely tag változása azonos végkitérés-változást kell, hogy eredményezzen. Így ha bármely tényező nulla, a szorzat eredménye is nulla!

## Lengő és állótekercs egymásra hatása
Váltakozó áramú használatban a lengő-, és állótekercs közötti kölcsönös indukciótényező kölcsönös indukciós, vagy transzformációs hibát okoz. Az átindukálás okozta nyomaték a lengőt az állótekercshez képest merőleges helyzetbe, tereli. A hiba csökkenthető a menetszámok csökkentésével.

## Vonatkozó szabványok
- IEC-EN 60051-1-9